# Офен, Карл фон
Карл фон Офен (нем. Karl von Oven; 1888 — 1974) — германский военачальник, генерал пехоты (1943), кавалер рыцарского креста (1942). Причастен к массовому расстрелу мирных жителей в Хацуни.

## Биография
Будучи командиром 56-й пехотной дивизии отдал приказ о расстреле мирных жителей Хацуни. Во главе 43-го армейского корпуса в начале октября 1943 пытался противостоять советским войскам в Невельской наступательной операции.

### Звания
- лейтенант (27 января 1909);
- подполковник;
- генерал-майор;
- генерал пехоты (1 апреля 1943).

### Награды
- Железный крест (1914) 2-го и 1-го класса (Королевство Пруссия)
- Нагрудный знак «За ранение» в чёрном (1918)
- Почётный крест Первой мировой войны 1914/1918 с мечами
- Пряжка к Железному кресту 2-го и 1-го класса
- Рыцарский крест Железного креста (9 января 1942)
- Медаль «За зимнюю кампанию на Востоке 1941/42»
- Нагрудный штурмовой пехотный знак